# 罗斯托希农村居民点
罗斯托希农村居民点（俄语：Ростошинское сельское поселение）是俄罗斯联邦沃罗涅日州埃尔季利区所属的一个农村居民点。其下辖有2个居民点，行政中心为罗斯托希。据2016年统计，该农村居民点的人口为1220人。